# Oschatzia
Oschatzia là chi thực vật có hoa trong họ Apiaceae.